# Краснівка (Крупський район, Холопеницька сільська рада)
Краснівка (біл. вёска Краснаўка) — село в складі Крупського району Мінської області, Білорусь. Село підпорядковане Холопеницькій сільській раді, розташоване в східній частині області.